# Dammartin-en-Serve
Dammartin-en-Serve là một xã của Pháp, nằm ở tỉnh Yvelines trong vùng Île-de-France.
Người dân ở đây trong tiếng Pháp gọi là Dammartinois.